# Seek Bromance
Singles de Avicii
iTrack
(2010) My Feelings for You
(2010)
Seek Bromance est une chanson du DJ et producteur suédois Avicii alias Tim Berg. Sortie aux Pays-Bas le 17 octobre 2010 et le 24 octobre au Royaume-Uni. La musique est en fait un mashup du titre Bromance de Tim Berg avec le titre Love You Seek du DJ italien Samuele Sartini avec la chanteuse britannique Amanda Wilson.

## Liste des pistes
- Téléchargement digital aux Pays-Bas[1]

1. Seek Bromance (Mike Sander Vocal Edit) – 3:20
2. Seek Bromance (Mike Sander Extended) – 8:08
3. Seek Bromance (Samuele Sartini Radio Edit) – 3:13
4. Seek Bromance (Samuele Sartini Extended Mix) – 5:26

- CD single au Royaume-Uni

1. Seek Bromance (Avicii's Vocal Edit) – 3:22
2. Seek Bromance (Avicii's Arena Mix) – 8:18

- Téléchargement digital au Royaume-Uni

1. Seek Bromance (Avicii's Vocal Edit) – 3:23
2. Seek Bromance (Avicii's Vocal Extended) – 8:10
3. Bromance (Bimbo Jones Remix) – 8:00
4. Bromance (Chris Reece Pinkstar Remix) – 7:04
5. Bromance (Avicii's Arena Mix) – 8:17
6. Bromance (Avicii's Arena Radio Edit) – 3:54

- Téléchargement digital au Danemark

1. Seek Bromance (Avicii's Vocal Edit) – 3:20
2. Seek Bromance (Avicii's Vocal Extended) – 8:08
3. Seek Bromance (Bimbo Jones Remix) – 8:21
4. Seek Bromance (Samuele Sartini Extended Mix) – 5:26
5. Seek Bromance (Samuele Sartini Radio Edit) – 3:13
6. Seek Bromance (Kato Remix) – 7:40

- Téléchargement digital en Allemagne

1. Seek Bromance (Avicii's Vocal Edit) – 3:21
2. Seek Bromance (Avicii's Vocal Extended) – 8:08
3. Seek Bromance (Bimbo Jones Vocal Remix) – 8:21
4. Seek Bromance (Samuele Sartini Radio Edit) – 3:13
5. Seek Bromance (Samuele Sartini Extended Mix) – 5:26

- CD single en Allemagne

1. "Seek Bromance" (Mike Sander Vocal Edit) – 3:21
2. "Seek Bromance" (Mike Sander Extended) – 8:09

## Personnel
- Écrit par Tim Bergling, Arash Pournouri, Maurizio Colella, Samuele Sartini, Maurizio Alfieri, Davide Domenella, Wendy Lewis, Andrea Tonici, Amanda Wilson, Massimiliano Moroldo
- Produit par – Tim Bergling
- Mixer par Tim Bergling, Arash Pournouri
- Producteur exécutif – Arash Pournouri
- Production vocale et programmation – Wez Clarke
- Ajout de l'enregistrement vocal et production – Tom Kent

## Classement
| Classement (2010-2011)                  | Meilleure position |
| --------------------------------------- | ------------------ |
| Allemagne (Media Control AG)            | 61                 |
| Australie (ARIA Dance Chart)            | 7                  |
| Australie (ARIA)                        | 32                 |
| Autriche (Ö3 Austria Top 40)            | 53                 |
| Belgique (Flandre Ultratop 50 Singles)  | 1                  |
| Belgique (Wallonie Ultratop 50 Singles) | 4                  |
| Danemark (Tracklisten)                  | 5                  |
| Europe Hot 100 Singles                  | 65                 |
| France (SNEP)                           | 12                 |
| Hongrie (Dance Top 40)                  | 4                  |
| Hongrie (Rádiós Top 40)                 | 8                  |
| Pays-Bas (Nederlandse Top 40)           | 2                  |
| Pays-Bas (Single Top 100)               | 5                  |
| Norvège (VG-lista)                      | 4                  |
| Pologne (ZPAV)                          | 2                  |
| Pologne (ZPAV Dance)                    | 3                  |
| Tchéquie (IFPI Rádio)                   | 13                 |
| Roumanie (UPFR)                         | 32                 |
| Écosse (OCC)                            | 13                 |
| Slovaquie (IFPI Rádio)                  | 9                  |
| Suède (Sverigetopplistan)               | 20                 |
| Suisse (Schweizer Hitparade)            | 13                 |
| Royaume-Uni (UK Dance Chart)            | 3                  |
| Royaume-Uni (UK Indie Chart)            | 1                  |
| Royaume-Uni (UK Singles Chart)          | 13                 |

Notes
- Aux Pays-Bas et en Belgique la version dans le classement est la version originale sans le vocal Bromance à l'opposé de Seek Bromance pour tous les autres pays.